# Viola rupestris
Viola rupestris là một loài thực vật có hoa trong họ Hoa tím. Loài này được F.W.Schmidt miêu tả khoa học đầu tiên năm 1791.

## Hình ảnh

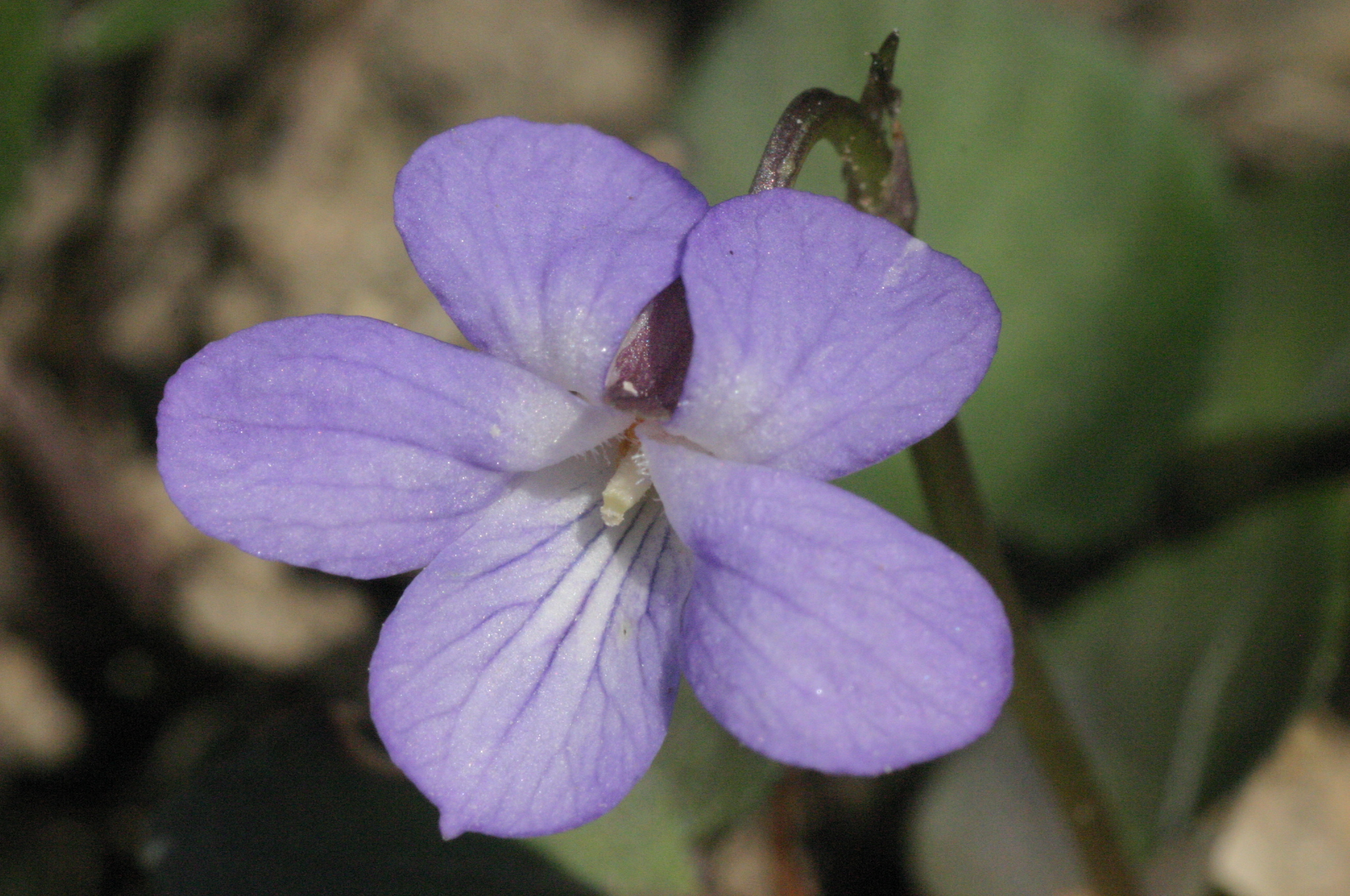
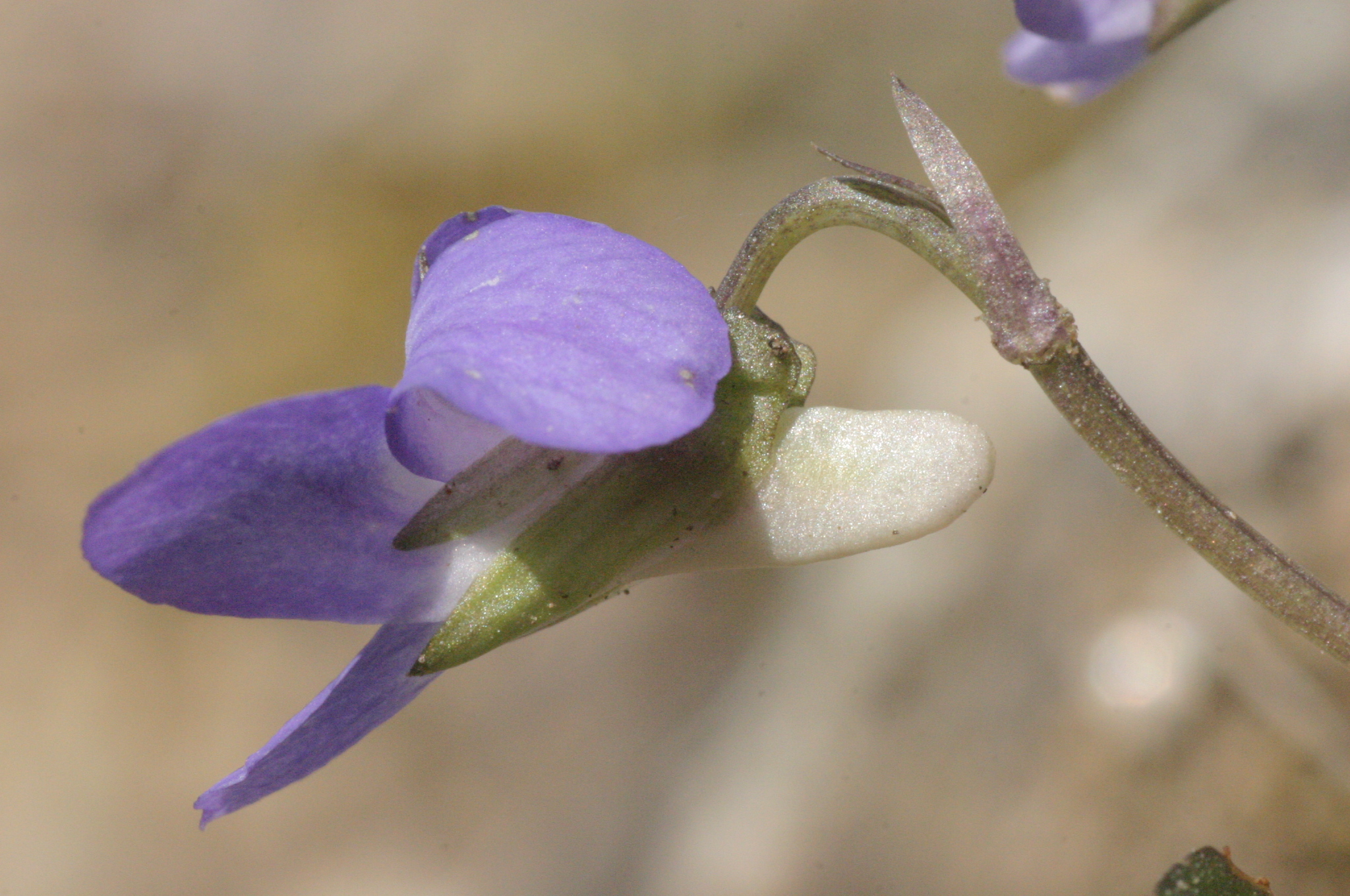
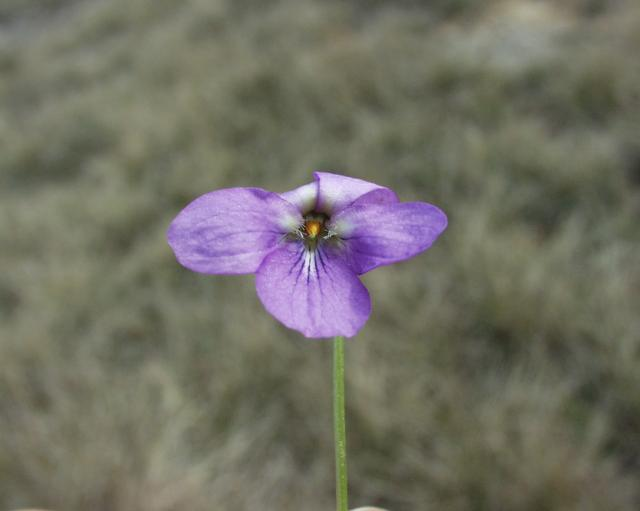
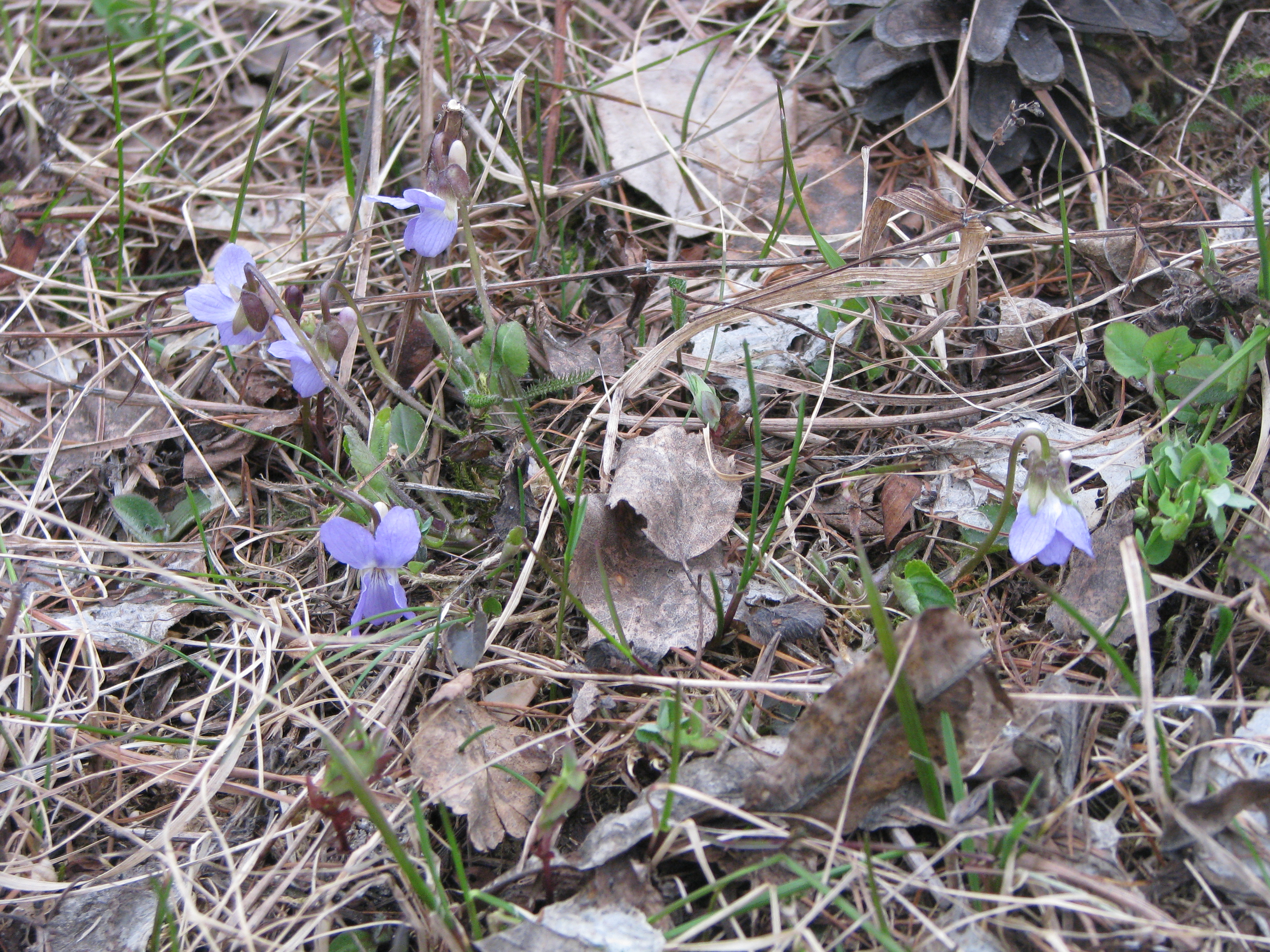